# Cammino Celeste
Il Cammino Celeste è una rete di percorsi di pellegrinaggio che collega i luoghi di culto di Aquileia in Italia, Maria Saal in Austria e di Brezje in Slovenia con il Santuario di Monte Lussari, situato nelle Alpi Giulie nel comune di Tarvisio, ufficializzata come itinerario di pellegrinaggio internazionale nell'estate del 2006 e il suo nome deriva dall'unione dei numerosi luoghi di antica devozione mariana attraversati.

## Storia

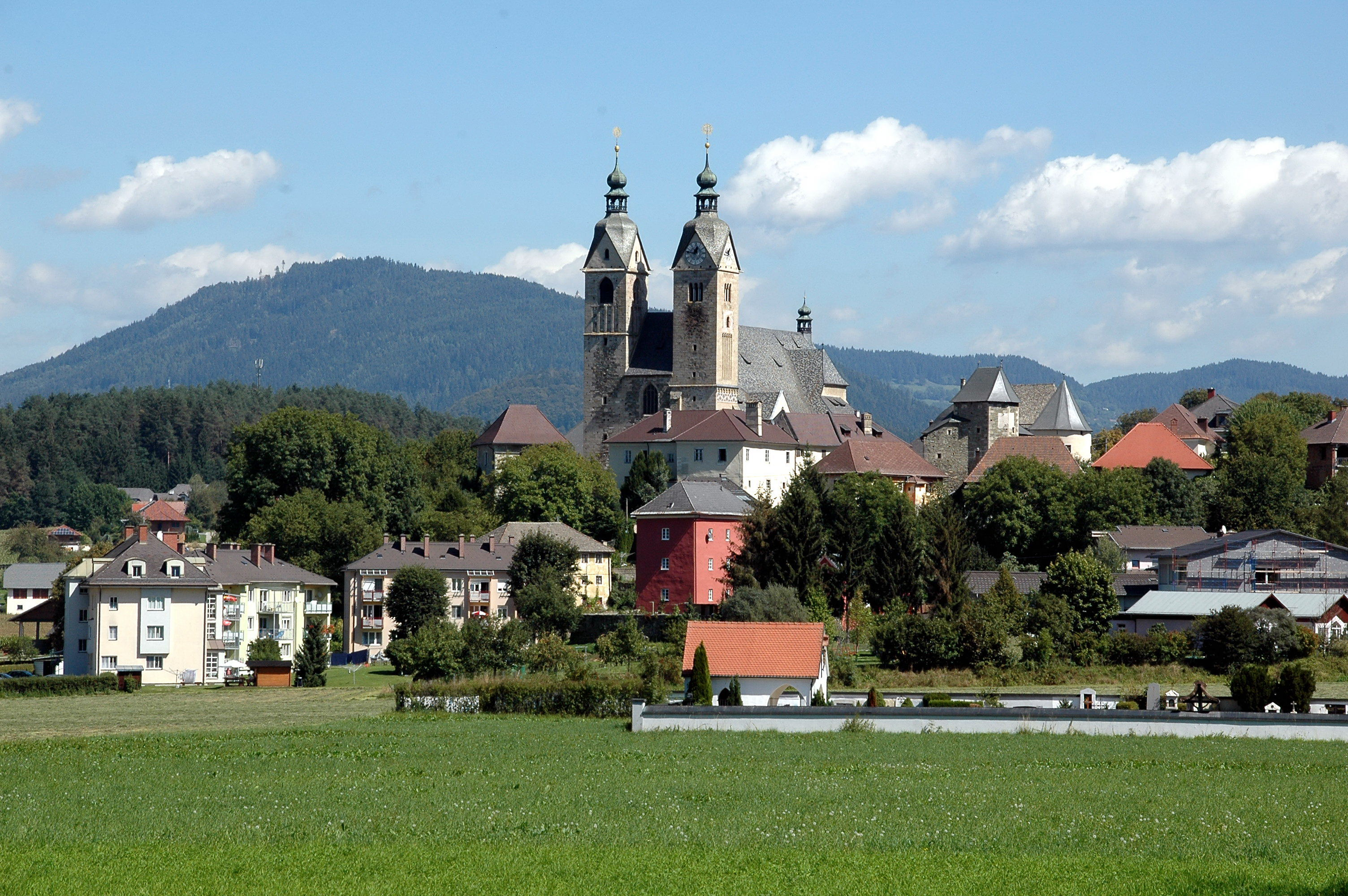
Maria Saal (Austria-Carinzia)

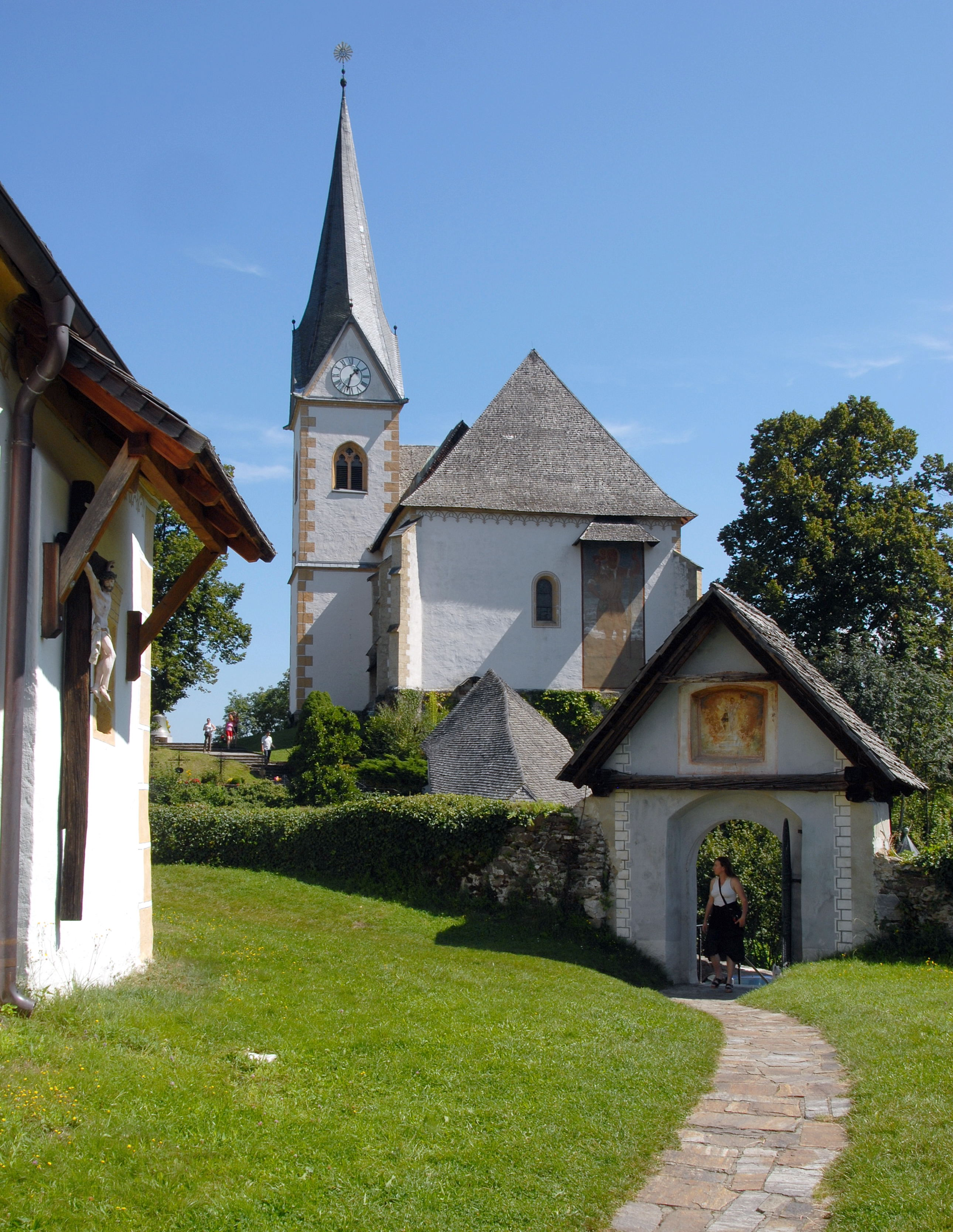
Maria Wörth (Austria-Carinzia)

Aquileia fu sede dell'antico patriarcato, « chiesa madre » (Ecclesia Mater) dell'evangelizzazione delle popolazioni del centro e dell'est dell'Europa sin dall'Antichità. La tradizione vi riconduce la presenza dell'Evangelista Marco. I santi Ermacore e Fortunato vi furono martirizzati per primi, insieme a Canzio, Canziano e Canzianilla (tre fratelli). Da Aquileia i pellegrini potevano proseguire il viaggio verso Roma. Nell'anno 800, dopo l'incoronazione ad Imperatore, Carlo Magno vi sostò per ottenere la benedizione del patriarca Paolino di Aquileia.

## Descrizione
I tre percorsi hanno un totale di 365 chilometri e si intrecciano a Camporosso, per concludere il percorso con la salita che li porta sino al Monte Lussari, ad oltre i 1760 metri di altitudine.

### Ramo italiano
Il ramo italiano del Cammino Celeste è lungo 210 chilometri e ha punto di partenza Aquileia, con possibilità di prologo dall'isola di Barbana, sede di un santuario mariano e situata nel comune di Grado.
Dalla basilica di Aquileia, sede dell'antico patriarcato, si passa attraverso numerosi edifici di carattere religioso, tra cui il santuario della Rosa Mistica di Cormons, l'abbazia di Rosazzo, il santuario della Beata Vergine a Castelmonte e infine il santuario della Madonna del Monte Lussari. 
Durante il percorso quattro sono i monumenti dedicati ai pellegrini del Cammino Celeste: uno situato presso l'isola di Barbana, uno a Castelmonte e gli ultimi due condivisi con i percorsi austriaci e sloveni, a Camporosso e sul Monte Lussari.

### Ramo austriaco
Il ramo austriaco del Cammino Celeste è lungo 80 chilometri e passa per le chiese di Maria Saal, Sankt Egyden, Sankt Leonhard, Camporosso e Santuario di Monte Lussari.

### Ramo sloveno
Il ramo sloveno parte dalla chiesa di Brezje, elevata al rango di basilica nel 1988 da Giovanni Paolo II e raggiunge il Monte Lussari dopo un tragitto di 80 chilometri.

## Galleria d'immagini

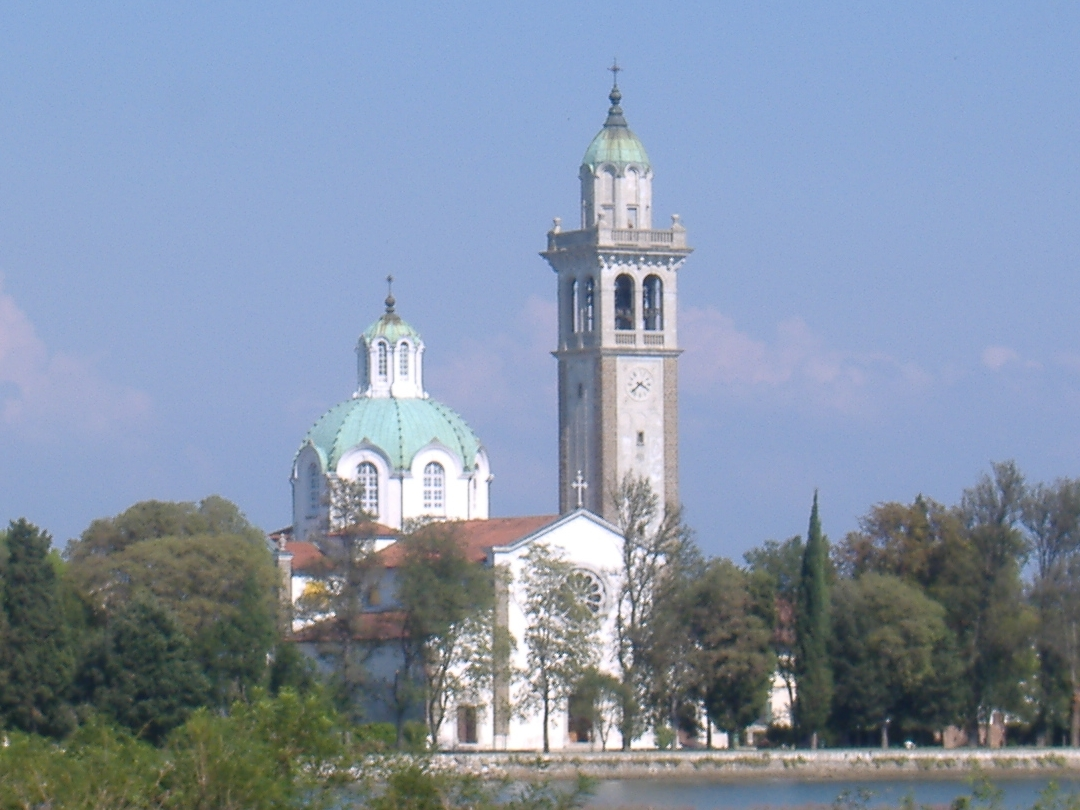
Santuario Madonna di Barbara (Grado)
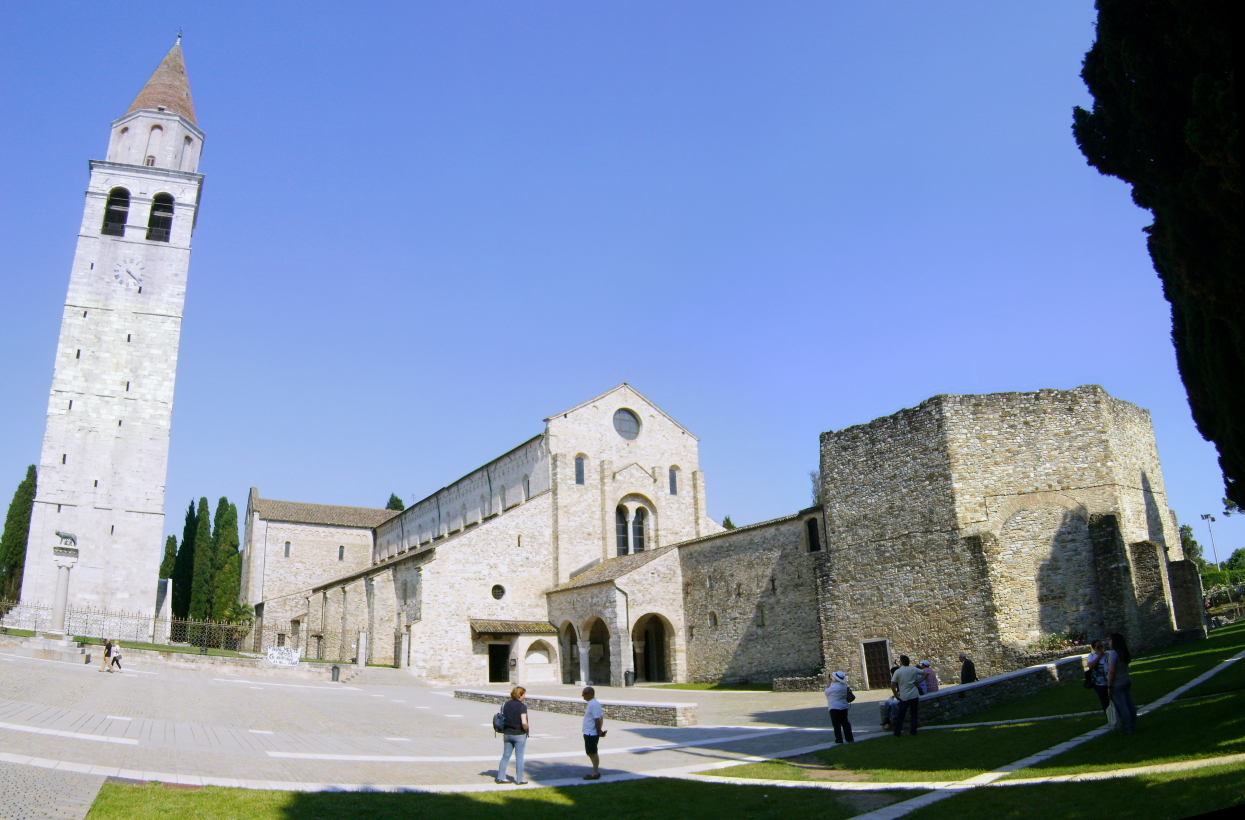
Basilica patriarcale di Santa Maria Assunta (Aquileia)
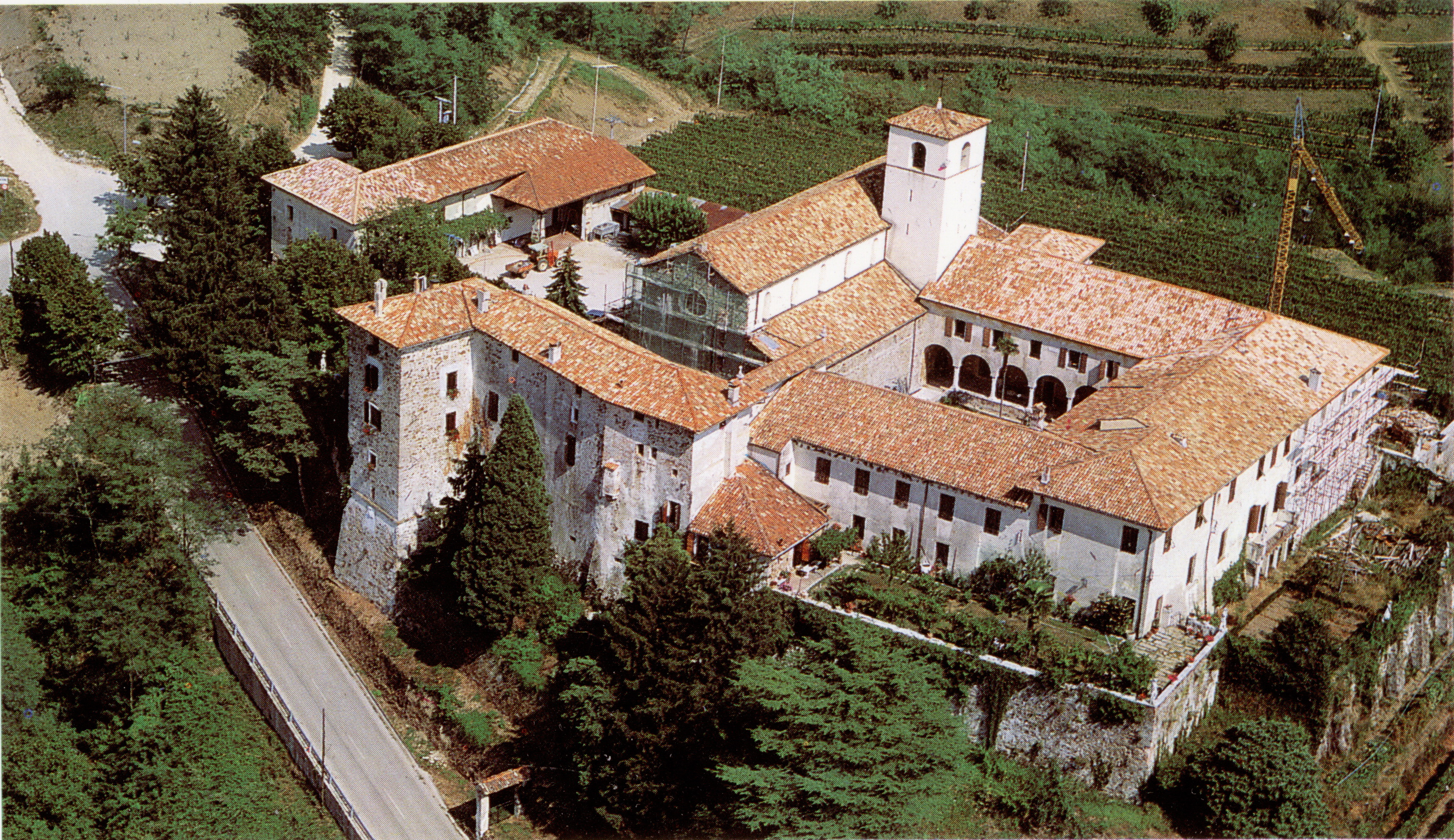
Abbazia di Rosazzo (Manzano)
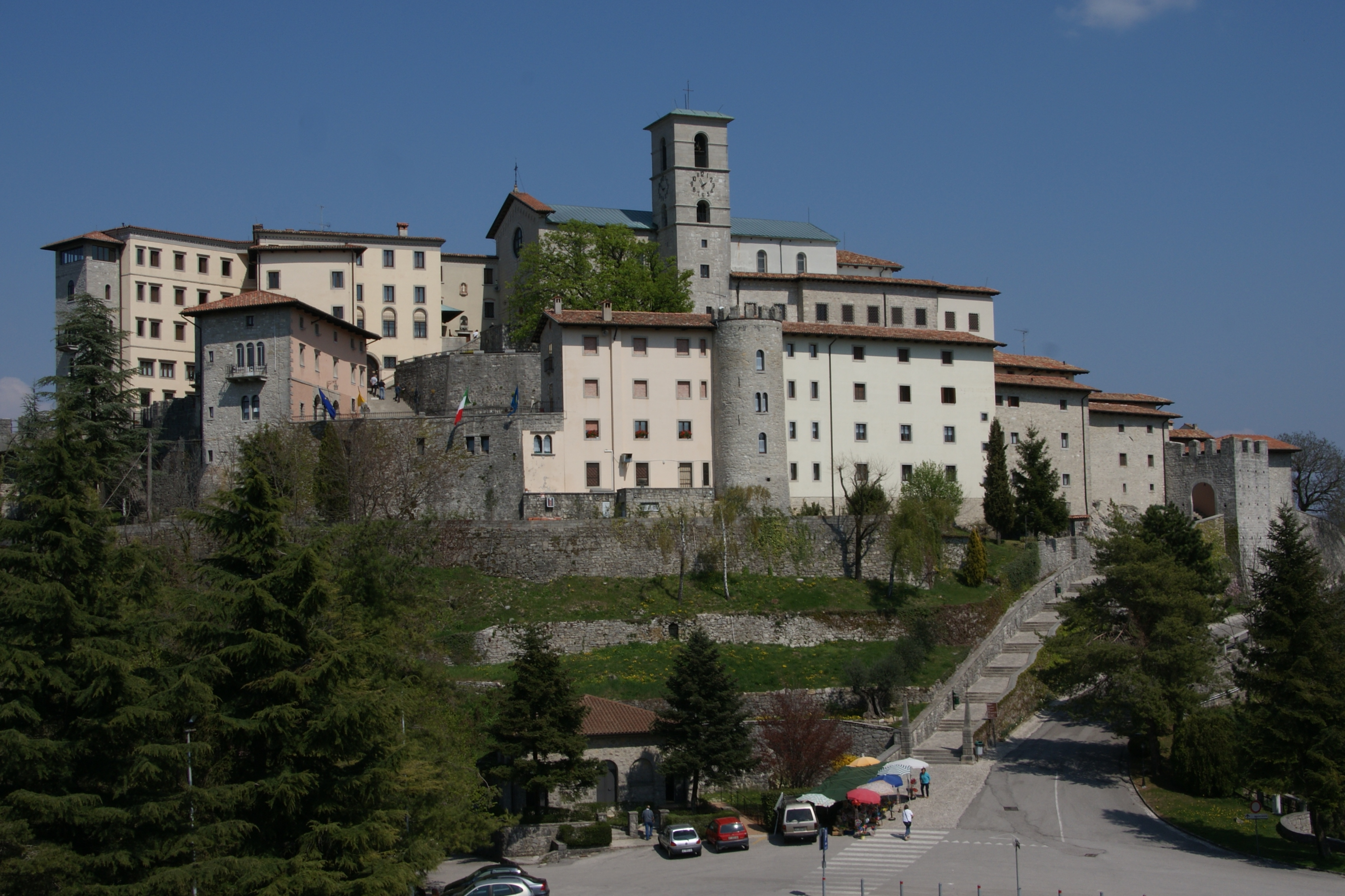
Santuario della Beata Vergine di Castelmonte (Prepotto)